# Nina Morin
Nina Elisabeth Morin, född 4 november 1976 i Luleå, är en svensk skådespelerska. Hon medverkade i slutet av 1990-talet i två filmer i regi av den Luleåbaserade regissören Christer Engberg.

## Filmografi
- 1997 – Vildängel – Linda
- 1999 – Lusten till ett liv – Maria
- 2005 – Fyra veckor i juni – kvinna i bil